# Thalamoporella hamata
Thalamoporella hamata är en mossdjursart som beskrevs av Harmer 1926. Thalamoporella hamata ingår i släktet Thalamoporella och familjen Thalamoporellidae. Inga underarter finns listade i Catalogue of Life.